# Отрощенко Володимир Павлович
Володи́мир Па́влович Отро́щенко — український військовослужбовець, бригадний генерал Збройних сил України, учасник російсько-української війни.

## Життєпис
У збройних силах з 1989 року. В 2005 році був начальником відділу, Сумське вище артилерійське командне училище.
Провів 6 операцій з обміну військовополоненими, звільнено 23 українських вояків.
В липні 2014-го здійснив місію з вивезення вантажу «200» та «300» із аеропорту «Луганськ», оточеного противником. Це були прикінцеві дні боїв за летовище, терористи тоді не пропустили українську колону, лише одного Отрощенка, приставивши свого солдата. Зміг вивезти сімох убитих і врятував одного пораненого.
На березень 2015-го — заступник начальника Західного територіального управління Військової служби правопорядку.
На грудень 2022 року — начальнику штабу — заступнику командира Корпусу резерву.
На червень 2023 і до 2024 року займав позицію командувача оперативного угруповання військ «Дунай» у званні бригадного генерала.

## Нагороди
Орден Богдана Хмельницького III ст. (31 жовтня 2014) — за особисту мужність і героїзм, виявлені у захисті державного суверенітету та територіальної цілісності України, вірність військовій присязі.

## Військові звання
- полковник;
- бригадний генерал (11 грудня 2022).[2]